# Døde blomster
Døde blomster er en dansk kortfilm fra 2011, der er skrevet og instrueret af Michael Clausen.

## Handling
Det banker på døren hos den unge, plagede og succesrige forfatter. Hans ekskæreste vader lige ind i hans lejlighed og får derved taget hul på en tur ned af fortidens kringlede veje, mens seeren prøver at forstå, hvad de skal nu.